# Chantiers de Penhoët
Les Chantiers et ateliers de Penhoët ou Chantiers de Penhoët sont un chantier naval implantés à Saint-Nazaire en 1881. Il fait suite au chantier Scott (1862-1870). L'activité sera reprise sous le nom des Chantiers de L'Océan entre 1869-1870, sans succès. La reprise suivante ne se fait qu'en 1881 sous le nom des « Chantiers et Ateliers de Penhoët »  sous la seule égide de la Compagnie générale des Transatlantiques, jusqu'en 1900 où le chantier prend comme dénomination « Société des Chantiers et Ateliers de Saint-Nazaire - Penhoët » . En 1955, à la suite de la fusion avec les Ateliers et Chantiers de la Loire installés à proximité, ils deviendront les Chantiers de l'Atlantique, puis STX France en 2008, avant de reprendre sa précédente dénomination en 2018.

## Histoire
Le chantier Scott est créé en 1862 par John Scott et les frères Pereire de la Compagnie générale transatlantique (CGT). Ces chantiers sont actifs de 1862 à 1870. Ces premiers chantiers feront faillite en 1866, due en partie à un mauvais choix de la Compagnie générale transatlantique (C.G.T.) de faire construire des navires à vapeur à roues plutôt qu'à hélice, mode de propulsion privilégié par les compagnies concurrentes comme la Cunard Line. L'activité reprendra en 1869 sur ce site avec les Chantiers de l'Océan, mais leur fermeture advient l'année suivante.
Ce n'est qu'en 1881 que les chantiers nazairiens prennent leur essor durablement, le port de Saint-Nazaire devenant intéressant pour la construction navale grâce à son agrandissement avec le bassin de Penhoët construit par l'ingénieur René Kerviler et inauguré par le ministre des travaux publics et le ministre des Postes le dimanche 8 mai 1881.
Les forges de Trignac, créées en 1879, fournissent les chantiers Penhoët en tôles de fonte et d'acier pour la fabrication des coques de paquebot. De 1881 à 1900, les chantiers construiront principalement des paquebots, la Compagnie Générale des Transatlantiques étant à leur tête. 
En 1900, sous une nouvelle direction, les chantiers deviennent la « Société des Chantiers et Ateliers de Saint-Nazaire - Penhoët » jusqu'à la fusion avec l'entité voisine des « Ateliers et Chantiers de la Loire » pour former les Chantiers de l'Atlantique en 1955. L'école d'apprentissage est touchée par le bombardement de Saint-Nazaire du 9 novembre 1942, entraînant notamment le décès de 134 apprentis âgés de 14 à 17 ans sur un total de plus de 180 morts et plus de 100 blessés.

## Navires construits

### Sur les Chantiers John Scott (1862-1866)
Pour la Compagnie Générale Transatlantique
Les paquebots : 
- Impératrice Eugénie (1864),
- France (1864),
- Nouveau Monde (1865),
- Panama (1866),
- Saint Laurent (1866) modifié sur cale en navire à hélice.

### Sur les Chantiers et Ateliers de Penhoët (1881-1900)
Pour la Compagnie Générale Transatlantique
Les paquebots :
- La Bretagne (1886),
- La Touraine (1891),
- La Navarre (1893)
- La Savoie (1900).

### Sur les Chantiers et Ateliers de Saint-Nazaire - Penhoët (1900-1955)
Pour des armateurs nazairiens et nantais
Les navires à voiles :
- Daniel 3 mâts carré (1902) pour la Société des Voiliers Nazairiens,
- Crillon 3 mâts carré (1902) pour la Compagnie Maritime Française,
- Vercingétorix 3 mâts carré (1902) pour la Compagnie Française de Navigation.

Pour la Compagnie Générale Transatlantique
Les Paquebots :
- La Provence (1906),
- France (1910),
- Paris (1921),
- Île-de-France (1927),
- Normandie (1932).

Pour la Compagnie de Navigation Sud-Atlantique
- le Paquebot L'Atlantique (1930).

Pour la Marine Nationale française
- le porte-avions Joffre fut commencé dans ce chantier en 1938, mais il ne fut jamais terminé à la suite du déclenchement de la Seconde Guerre mondiale.
- le cuirassé Jean Bart Bâtiment de ligne (1940).

Pour le commerce maritime
- Ariane Pétrolier (1948) pour la Compagnie auxiliaire de navigation,
- Dalila Pétrolier   (1952) pour la Compagnie auxiliaire de navigation.

### Sources
- chasse-maree.com
- Chantier et ateliers de Saint-Nazaire (Penhoët) Chantier de Penhoët à Saint-Nazaire: Chantier de Normandie à Grand-Quevilly près Rouen, 1950